# Остен-Сакен, Николай Дмитриевич
Граф Николай Дмитриевич Остен-Сакен (14 [26] марта 1831, Чернигов, Черниговская губерния — 9 [22] мая 1912, Монте-Карло, Монако) — русский дипломат, действительный тайный советник (1896), посол в Баварии (1880—82, 1884—95) и Германии (1895—1912).

## Биография
Из остзейского дворянского рода, известного с XV в. Сын члена Государственного совета, генерала от кавалерии, генерал-адъютанта барона Дмитрия Ерофеевича фон дер Остен-Сакена (1789—1881), возведённого в апреле 1855 года в графское Российской империи достоинство, от брака с Анной Ивановной Ушаковой (1805—1897). Православного вероисповедания. После отца унаследовал имения в Херсонской и Владимирской губерниях.
Получил домашнее воспитание, затем окончил Ришельевский лицей в Одессе. В январе 1852 года в качестве младшего канцелярского чиновника начал службу в Департаменте внутренних сношений Министерства иностранных дел; затем был причислен к дипломатической канцелярии наместника Царства Польского. В 1854 году произведён в коллежские секретари и назначен чиновником особых поручений при главнокомандующем действующей армии во время Крымской войны 1853—1856.
В 1856 назначен младшим секретарём российской миссии в Гааге, а в декабре того же года переведён в Мадрид. В 1861 году возвратился в Санкт-Петербург и состоял при МИД. В 1862—1864 годах состоял при российской миссии в Швейцарии. В 1862 году пожалован в камер-юнкеры Высочайшего Двора. В 1864—1869 годах — старший секретарь миссии в Турине. В 1869 году пожалован в камергеры. В 1869—1880 годах — поверенный в делах, а затем министр-резидент в Дармштадте (Гессен). В 1871 году получил чин действительного статского советника, а в 1880 году — тайного советника.
В 1880—1882 годах — чрезвычайный посланник и полномочный министр в Мюнхене (Бавария). В 1882—1884 гг. в Санкт-Петербурге, состоял членом совета МИД. В 1884—1895 гг. — чрезвычайный посланник и полномочный министр в Мюнхене и Дармштадте. С марта 1895 г. и до конца жизни — чрезвычайный и полномочный посол в Берлине и одновременно чрезвычайный посланник и полномочный министр в Мекленбург-Шверине и Мекленбург-Стрелице. 
Начало деятельности Остен-Сакена в Берлине совпало с окончанием японско-китайской войны 1894—1895 и мирными переговорами в Симоносеки. Содействовал привлечению Германии к протесту (вместе с Россией и Францией) против японских требований, предъявленных побеждённому Китаю. В 1904 году пытался содействовать сближению Германии с Россией в противовес англо-американскому блоку на Дальнем Востоке. В мае 1896 года получил чин действительного тайного советника. Был удостоен всех высших российских орденов, до ордена Андрея Первозванного включительно (1910). 

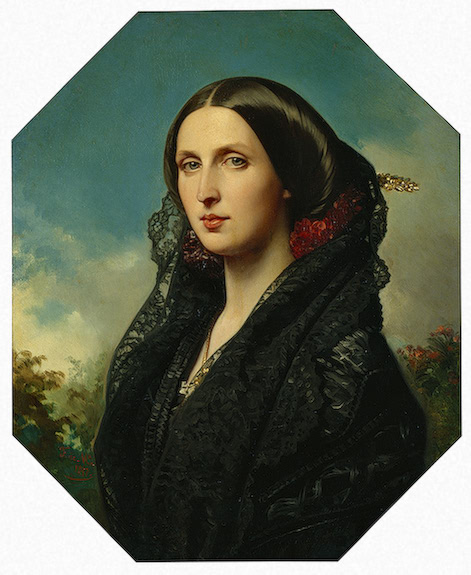
Мария Ильинична

Жена (с 03.05.1861; Швейцария) — княгиня Мария Ильинична Голицына (1825—1907), дочь генерал-лейтенанта князя И. А. Долгорукова и вдова тайного советника, посла в Испании князя М. А. Голицына. По словам современницы, супруги Остен-Сакен были бездетны и всю жизнь нежно любили друг друга. После смерти жены граф был безутешен. По своему внешнему виду, манерам и мировоззрению, он являлся типичным представителем исчезающего поколения «дипломатов-гран-сеньоров». Маленького роста, с бакенбардами, всегда в высшей степени тщательно одетый, всегда говорящий на изысканно-элегантном французском языке, он был убеждённым приверженцем всех традиций доброго, старого времени. Обладая очень большим состоянием, он имел возможность обставить свою жизнь согласно своим идеалам. Его кухня, сервировка, приёмы были знамениты на всю Европу. 